# Centro Intelligence Interforze
Das Centro Intelligence Interforze (CII) (dt.: „Nachrichtendienstliches Zentrum der Streitkräfte“, engl.: Joint Intelligence Center) ist ein militärischer Nachrichtendienst des italienischen Generalstabs.

## Auftrag und Organisation
Das Centro Intelligence Interforze ist der operative Arm der traditionell für das militärisch-operative Nachrichten- und Sicherheitswesen zuständigen 2. Abteilung des Generalstabs der Streitkräfte. Im NATO-Sprachgebrauch heißt diese Abteilung J2 (für Joint 2, im Gegensatz zum teilstreitkraftbezogen „G2“ oder „A2“), im italienischen Generalstab trägt sie den Namen II Reparto – Informazioni e Sicurezza (dt.: „2. Abteilung – Nachrichten und Sicherheit“). Dieser Generalstabsabteilung untersteht neben dem Centro Intelligence Interforze (und den italienischen Militärattachés im Ausland) auch das Centro Interforze di Formazione Intelligence e Guerra Elettronica (dt. „Ausbildungszentrum der Streitkräfte für Nachrichtenwesen und elektronische Kriegführung“).
Das Centro Intelligence Interforze operiert als militärischer Fachnachrichtendienst schwerpunktmäßig im Bereich Fernmeldeaufklärung (SIGINT, ELINT, COMINT usw.) und im Feldnachrichtenwesen (National Intelligence Cells) der Einsatzkräfte sowie im Bereich der militärischen Sicherheit (u. a. Spionageabwehr). Das Personal kommt aus allen vier italienischen Teilstreitkräften. Allgemeine militärpolitische Fragen oder militärähnliche Angelegenheiten deckt der zivile Nachrichtendienst Agenzia Informazioni e Sicurezza Esterna ab, der auch dem Verteidigungsministerium berichtet. Die genaue Arbeitsteilung zwischen dem militärischen Nachrichtendienst und dem Auslandsnachrichtendienst legt der italienische Ministerpräsident oder ein ihm unterstellter Staatssekretär fest.
Das Hauptquartier des Centro Intelligence Interforze befindet sich rund fünf Kilometer nordöstlich des Flughafens Rom-Fiumicino bei der Ortschaft Castel Malnome.

## Geschichte
Bis zum Zweiten Weltkrieg hatten der dem Generalstab der Streitkräfte und des Heeres zugeordnete Servizio Informazioni Militare (SIM) sowie zwei Dienststellen im Bereich der Marine und der Luftwaffe die Aufgaben des heutigen CII inne. Zusammen mit dem Vorläufer des späteren SISMI bzw. der heutigen AISE entstanden 1949 auch wieder drei militärisch-operative Fachnachrichtendienste bei den Generalstäben der Teilstreitkräfte (G2/A2). Diese Dienste hießen Servizio Informazioni Operative e Situazione (SIOS) (dt.: „Dienst für operatives Nachrichtenwesen und Lagebeurteilung“) bzw. nach den Teilstreitkräften SIOS-Esercito (Heer), SIOS-Marina (Marine) und SIOS-Aeronautica (Luftwaffe). 1997 wurde der Generalstab der Streitkräfte, der bis zu diesem Zeitpunkt als primus inter pares nur Koordinierungsaufgaben gegenüber den Teilstreitkräften hatte, nachhaltig aufgewertet und zum zentralen militärischen Führungsinstrument ausgebaut. Die SIOS-Dienste der Teilstreitkräfte wurden bei dieser Gelegenheit im neuen Centro Intelligence Interforze (CII) zusammengefasst und der neuen zweiten Abteilung des Generalstabs der Streitkräfte unterstellt. In den ersten Jahren nach der Gründung hieß der Dienst nach der zuständigen Generalstabsabteilung einfach nur RIS (Reparto Informazioni e Sicurezza). Da diese Abkürzung aber bereits bei der in den Medien vielzitierten kriminaltechnischen Abteilung der Carabinieri (Reparto Investigazioni Scientifiche) Verwendung fand, schaffte man sie zugunsten des Namens des operativen nachrichtendienstlichen Zentrums (CII) wieder ab. Die übergeordnete Generalstabsabteilung heißt jetzt wie o. g. II Reparto – Informazioni e Sicurezza.